# Walisson Maia
Walisson Moreira Farias Maia (Natividade, 21 agosto 1991) è un calciatore brasiliano, difensore del Vila Nova.

## Caratteristiche tecniche
È un difensore centrale.

## Carriera
Cresciuto nelle giovanili del Coritiba, ha esordito in prima squadra il 5 giugno 2011 in occasione del match di campionato vinto 5-1 contro il Vasco da Gama.

## Statistiche

### Presenze e reti nei club
Statistiche aggiornate al 5 maggio 2018.
| Stagione        | Squadra           | Campionato      | Campionato | Campionato | Coppe nazionali | Coppe nazionali | Coppe nazionali | Coppe continentali | Coppe continentali | Coppe continentali | Altre coppe | Altre coppe | Altre coppe | Totale | Totale | Totale |
| Stagione        | Squadra           | Comp            | Pres       | Reti       | Comp            | Pres            | Reti            | Comp               | Pres               | Reti               | Comp        | Pres        | Reti        | Pres   | Reti   |        |
| --------------- | ----------------- | --------------- | ---------- | ---------- | --------------- | --------------- | --------------- | ------------------ | ------------------ | ------------------ | ----------- | ----------- | ----------- | ------ | ------ | ------ |
| 2011            | Coritiba          | A1/PR+A         | 0+1        | 0          | CB              | 0               | 0               |                    | -                  | -                  |             | -           | -           | 1      | 0      |        |
| 2012            | Ituano            | A1/SP           | 0          | 0          | CB              | 0               | 0               |                    | -                  | -                  |             | -           | -           | 0      | 0      |        |
| 2012            | Fortaleza         | PD/CE+C         | 0          | 0          | CB              | 1               | 0               |                    | -                  | -                  |             | -           | -           | 1      | 0      |        |
| 2012            | ASA               | PD/AL+B         | 0+6        | 1          | CB              | 0               | 0               |                    | -                  | -                  |             | -           | -           | 6      | 1      |        |
| 2013            | J. Malucelli      | A1/PR           | 9          | 0          | CB              | 0               | 0               |                    | -                  | -                  |             | -           | -           | 9      | 0      |        |
| 2013            | Boa Esporte       | M1/MG+B         | 0+8        | 0          | CB              | 0               | 0               |                    | -                  | -                  |             | -           | -           | 8      | 0      |        |
| 2014            | Coritiba          | A1/PR+A         | 4+0        | 0          | CB              | 0               | 0               |                    | -                  | -                  |             | -           | -           | 4      | 0      |        |
| 2014            | Atlético Sorocaba | A1/SP           | 3          | 0          | CB              | 0               | 0               |                    | -                  | -                  |             | -           | -           | 3      | 0      |        |
| 2015            | Coritiba          | A1/PR+A         | 1+16       | 0          | CB              | 1               | 0               |                    | -                  | -                  |             | -           | -           | 18     | 0      |        |
| 2016            | Coritiba          | A1/PR+A         | 10+15      | 0+1        | CB              | 0               | 0               | CS                 | 1                  | 0                  | PL          | 3           | 0           | 29     | 1      |        |
| 2017            | Coritiba          | A1/PR+A         | 12+11      | 1+0        | CB              | 2               | 0               |                    | -                  | -                  |             | -           | -           | 25     | 1      |        |
| 2018            | Coritiba          | A1/PR+B         | 2+0        | 0          | CB              | 0               | 0               |                    | -                  | -                  |             | -           | -           | 2      | 0      |        |
| 2018            | Vitória           | PD/BA+A         | 7+0        | 0          | CB              | 2               | 0               |                    | -                  | -                  | CDN         | 1           | 0           | 10     | 0      |        |
| Totale carriera | Totale carriera   | Totale carriera | 105        | 3          |                 | 6               | 0               |                    | 1                  | 0                  |             | 4           | 0           | 116    | 3      |        |

## Palmarès

### Club

#### Competizioni statali
- Campionato Paranaense: 1

Coritiba: 2017
- Campionato Goiano: 1

Vila Nova: 2025